# Paul Ethuin
Paul Ethuin (Bruay-sur-l'Escaut, 24 septembre 1924 - Reims, 30 octobre 2011) est un chef d'orchestre français qui est particulièrement associé à la création de la compagnie d'opéra de Rouen et qui dirige un important cycle du Ring en France dans les années 1960.

## Biographie
Paul Ethuin étudie la flûte au Conservatoire de Paris. Il travaille ensuite au Conservatoire de Reims jusqu'en 1951. Dans cette ville, il commence sa carrière de chef d'orchestre avant de s'installer au Capitole de Toulouse de 1955 à 1961. Après de brèves périodes à Dijon et à Avignon, il est directeur musical du Théâtre des Arts de Rouen de 1966 à 1989. Sous sa direction, il améliore l'orchestre et encourage de nombreux jeunes chanteurs français.
Bien que considéré comme un chef d'orchestre strict et rigoureux, son soutien aux jeunes chanteurs est reconnu,. À Rouen, son répertoire s'étend depuis les œuvres françaises jusqu'aux favoris italiens et Wagner, en ce compris l'opérette. De 1984 à 1989, il est directeur général du Théâtre des Arts.
Il est également engagé à l'Opéra de Paris et à l'Opéra-Comique. Hors de France, Ethuin dirige à San Francisco, Los Angeles, Tokyo, Dublin et certains centres italiens. Dans le cadre de la célébration du 25e anniversaire de l'Opéra royal de Wallonie à Liège, Ethuin dirige en mai 1992 La Damnation de Faust où il a « mis à nu tous les nerfs de la musique incandescente ».
En 1969, Ethuin dirige un cycle de L'Anneau du Nibelung à Rouen avec une distribution internationale comprenant Ludmila Dvořáková, Helga Dernesch, Richard Holm, Gustav Neidlinger et Kurt Moll.
Il dirige de rares reprises modernes, au Théâtre des Arts de Rouen, de L'Aiglon de Honegger en 1977 et de La Basoche de Messager en 1979. 
Dans les festivals du sud de la France, il dirige en 1964 au Théâtre antique d'Orange puis en 1981, il dirige un Turandot très apprécié à Avignon avec Montserrat Caballé dans le rôle-titre.
En 2007, Video Arts International publie un DVD d'une représentation de Faust en 1973 avec l'Orchestre symphonique de la NHK dirigé par Ethuin, avec Alfredo Kraus, Renata Scotto et Nicolaï Ghiaurov dans les rôles principaux.

## Distinctions
- Chevalier de l'ordre des Arts et des Lettres
- Chevalier de la Légion d'honneur